# زمین (فیلم ۲۰۰۳)
زمین (انگلیسی: Zameen) یک فیلم‌اکشن هندی، محصول سال ۲۰۰۳ و به کارگردانی روهیت شتی است.